# Nouvelle Union populaire écologique et sociale
Pour un article plus général, voir Union de la gauche.
Pour les articles homonymes, voir Union populaire.
La Nouvelle Union populaire écologique et sociale, ou Nupes ([ny.pɛs] , parfois [nyp]  et [nyps]), est une coalition de partis politiques de la gauche française.
Après un deuxième scrutin présidentiel consécutif où aucun candidat de gauche n'a été présent au second tour en raison notamment d'une candidature pour chaque parti, elle est l'extension de l'Union populaire (UP[réf. nécessaire]), qui soutenait la candidature de Jean-Luc Mélenchon portée par La France insoumise, au Pôle écologiste (comprenant notamment Europe Écologie Les Verts et Génération·s), au Parti communiste français et au Parti socialiste. L'objectif de cette coalition est de présenter des candidatures communes aux élections législatives de 2022 qui suivent la réélection d'Emmanuel Macron à un second mandat présidentiel.
Bien que comparée à l'union de la gauche qui a vu l'élaboration du programme commun en 1973 et à la gauche plurielle qui a permis à la gauche de gouverner la France lors de la troisième cohabitation sous le gouvernement Lionel Jospin, elle s'en distingue par la mise en place de candidatures uniques dans la majorité des circonscriptions, avec une répartition entre les partis basée sur leurs résultats aux précédentes élections et de manière à maintenir les députés sortants. En effet, les précédentes alliances de la gauche étaient plus souvent des désistements au second tour en faveur du candidat le mieux placé.
L'alliance est une réussite relative : bien que ne parvenant pas à imposer une cohabitation à Emmanuel Macron, elle s'impose comme la première force d'opposition de la nouvelle législature et contribue à priver le président d'une majorité absolue reconduite.
La France insoumise critique avec véhémence la constitution de listes d'union entre le PS, le PCF et EÉLV pour les sénatoriales de 2023, excluant ainsi LFI. Elle y voit la volonté de rompre l'alliance, tandis que les partis concernés par l'alliance expliquent cette décision par le fait que LFI ne détient aucune ville d'importance, aucun département ni aucune région.
Fin 2023, la coalition est menacée de dislocation à la suite de la position considérée comme ambiguë de LFI sur l'attaque du Hamas contre Israël. Le Parti socialiste suspend notamment sa participation à la coalition. Aux élections européennes de juin 2024, le Parti socialiste, La France insoumise, Les Verts et le Parti communiste français présentent quatre listes distinctes, avec des oppositions sur certains sujets.
En juin 2024, les partis de gauche rejoignent un nouveau projet de coalition, appelé le Nouveau Front populaire : en vue des élections législatives françaises de 2024, il vise à rallier l'entièreté de l'électorat de gauche, notamment pour lutter contre la montée de l'extrême droite.

## Objectifs
Cette formation a pour objectif de regrouper les principales forces de gauche afin de présenter des candidatures communes pour les élections législatives de 2022.
Les participants se réunissent autour de plusieurs marqueurs, dont :
- la hausse du SMIC à 1 500 € net ;
- le retour de la retraite à 60 ans ;
- le blocage des prix sur les produits de première nécessité ;
- la planification économique ;
- l'instauration d'une VIe République[9] ;
- une allocation d'autonomie pour les jeunes[10].

Cette coalition a l'ambition d'obtenir une majorité à l'Assemblée nationale afin d'imposer une cohabitation au président Emmanuel Macron, de faire nommer Jean-Luc Mélenchon comme Premier ministre.

## Programme partagé de gouvernement
Le jeudi 19 mai 2022, le Programme partagé de gouvernement de la Nouvelle Union populaire écologique et sociale est publié et consultable en ligne. Il est constitué de six cent cinquante propositions réparties en huit chapitres :
- progrès social, emplois et retraites ;
- écologie, biodiversité, climat, biens communs et énergie ;
- partage des richesses et justice fiscale ;
- services publics : santé, éducation, culture, sport ;
- sixième République et démocratie ;
- sûreté et justice ;
- égalité et lutte contre les discriminations ;
- union européenne et international.

Les quatre formations sont d'accord sur 95 % de ces mesures mais reconnaissent diverger sur 33 d'entre elles ; dans l'hypothèse d'une victoire de la gauche un débat parlementaire où chacun pourra exposer ses arguments aura lieu et c'est l'Assemblée qui tranchera,,.
Le 9 juin, plus de 170 économistes engagés à gauche, dont Thomas Piketty, Bernard Friot, Julia Cagé, Gabriel Zucman, Jacques Généreux, ou encore Emmanuel Saez et Lucas Chancel signent une tribune soutenant le programme économique de la Nupes,, qui selon eux marque une « rupture avec le néolibéralisme » et rompt avec les « politiques qui accroissent les inégalités, fragilisent les services publics et abîment les écosystèmes ».

## Composition
L'accord de coalition rassemble La France insoumise et ses alliés (dont Révolution écologique pour le vivant, la Gauche démocratique et sociale, et le Parti ouvrier indépendant), le Pôle écologiste, incluant Europe Écologie Les Verts, Génération écologie, Génération.s et Les Nouveaux Démocrates,,, le Parti communiste français et le Parti socialiste.
| Parti                                                         | Parti                       | Parti                                                 | Abv.                        | Idéologie | Position                         | Dirigeant(s)                             |
| Bloc de La France insoumise                                   | Bloc de La France insoumise | Bloc de La France insoumise                           | Bloc de La France insoumise | Bloc de La France insoumise                                                                                      | Bloc de La France insoumise      | Bloc de La France insoumise              |
| ------------------------------------------------------------- | --------------------------- | ----------------------------------------------------- | --------------------------- | --- | -------------------------------- | ---------------------------------------- |
|                                                               |                             | La France insoumise                                   | LFI                         | Socialisme démocratique Écosocialisme                                                                            | Gauche radicale à extrême gauche | Manuel Bompard                           |
| Logo du Partie de gauche                                      |                             | Parti de gauche                                       | PG                          | Socialisme démocratique Écosocialisme                                                                            | Gauche radicale à extrême gauche | Jean-Christophe Sellin Hélène Le Cacheux |
| Logo d'Ensemble                                               |                             | Ensemble !                                            | E!                          | Écosocialisme Altermondialisme                                                                                   | Gauche radicale                  | Roland Mérieux                           |
|                                                               |                             | Gauche écosocialiste                                  | GE                          | Écosocialisme Anticapitalisme Marxisme Internationalisme Féminisme                                               | Gauche radicale à extrême gauche | Clémentine Autain Myriam Martin          |
| Logo de Rézistan's Égalité 974                                |                             | Rézistan's Égalité 974                                | RE974                       | Socialisme démocratique Régionalisme                                                                             | Gauche radicale à gauche         | Jean-Hugues Ratenon                      |
| Logo de Picardie debout                                       |                             | Picardie debout !                                     | PD!                         | Écosocialisme Souverainisme de gauche Régionalisme                                                               | Gauche radicale                  | François Ruffin                          |
| Logo du POI                                                   |                             | Parti ouvrier indépendant                             | POI                         | Communisme Marxisme Internationalisme Trotskisme Anarcho-syndicalisme Socialisme Anticapitalisme Euroscepticisme | Extrême gauche                   | Direction collective dont Jérôme Legavre |
| Logo du PEPS                                                  |                             | Pour une écologie populaire et sociale                | PEPS                        | Communalisme, écologie politique                                                                                 | Gauche radicale                  | Direction collective                     |
|                                                               |                             | Révolution écologique pour le vivant                  | REV                         | Écosocialisme Antispécisme                                                                                       | Gauche radicale                  | Aymeric Caron                            |
| Logo de Gauche démocratique et sociale                        |                             | Gauche démocratique et sociale                        | GDS                         | Écosocialisme | Gauche                           | Gérard Filoche                           |
| Bloc du Pôle écologiste                                       |                             |                                                       |                             | |                                  |                                          |
| Logo d'Europe Écologie Les Verts                              |                             | Europe Écologie Les Verts                             | EELV                        | Politique écologique                                                                                             | Gauche radicale à centre-gauche  | Marine Tondelier                         |
| Logo de Génération.s                                          |                             | Génération.s                                          | G·s                         | Socialisme démocratique Politique écologique                                                                     | Gauche                           | Sophie Taillé-Polian Benjamin Lucas      |
| Logo de Génération écologie                                   |                             | Génération écologie                                   | GE                          | Politique écologique                                                                                             | Gauche                           | Delphine Batho                           |
| Bloc de la Gauche démocrate et républicaine                   |                             |                                                       |                             | |                                  |                                          |
| Logo du Parti communiste français                             |                             | Parti communiste français                             | PCF                         | Communisme Souverainisme de gauche                                                                               | Gauche radicale                  | Fabien Roussel                           |
|                                                               |                             | Péyi-A                                                | Péyi-A                      | Indépendantisme                                                                                                  | Gauche                           | Jean-Philippe Nilor Marcellin Nadeau     |
| Logo de Pour La Réunion                                       |                             | Pour La Réunion                                       | PLR                         | Socialisme démocratique                                                                                          | Gauche                           | Huguette Bello                           |
| Logo du Tavini huiraatira                                     |                             | Tavini huiraatira                                     | Tavini                      | Indépendantisme                                                                                                  | Gauche à centre gauche           | Oscar Temaru                             |
| Logo du Mouvement Le Progrès                                  |                             | Le Progrès                                            | LP                          | Social-démocratie                                                                                                | Gauche                           | Patrick Lebreton                         |
| Logo du Mouvement de décolonisation et d'émancipation sociale |                             | Mouvement de décolonisation et d'émancipation sociale | MDES                        | Indépendantisme Marxisme                                                                                         | Gauche radicale à extrême gauche | Fabien Canavy                            |
| Bloc du groupe Socialistes et apparentés                      |                             |                                                       |                             | |                                  |                                          |
| Logo du Parti socialiste                                      |                             | Parti socialiste                                      | PS                          | Social-démocratie, Social-écologie, Socialisme démocratique                                                      | Gauche à centre gauche           | Olivier Faure                            |
| Logo du Parti progressiste démocratique guadeloupéen          |                             | Parti progressiste démocratique guadeloupéen          | PPDG                        | Post-marxisme, Autonomisme, Socialisme démocratique                                                              | Gauche                           | Jacques Bangou                           |
| Logo du Parti progressiste martiniquais                       |                             | Parti progressiste martiniquais                       | PPM                         | Progressisme, Socialisme démocratique, Autonomisme                                                               | Gauche                           | Serge Letchimy                           |

## Symbole

Le ν est présent à la gauche du logo.

Le 7 mai 2022, lors de sa première convention, la Nouvelle Union populaire écologique et sociale adopte officiellement la lettre grecque ν (nu, [nu]) comme symbole après l'avoir utilisé massivement la veille sur les médias sociaux. Ce choix est motivé par une ressemblance visuelle avec le V de la victoire et une proximité sonore avec les deux premières initiales de la Nupes.

## Élections législatives de 2022
Forte du score de Jean-Luc Mélenchon à la présidentielle, La France insoumise a pu s'attribuer la majorité des circonscriptions.
| Parti ou composante | Parti ou composante | Circonscriptions    | Proportion |
| --- | --- | ------------------- | ---------- |
| Pôle La France insoumise et apparentés (La France insoumise, Parti de gauche, Ensemble !, Révolution écologique pour le vivant, Parti ouvrier indépendant, Gauche démocratique et sociale) | Pôle La France insoumise et apparentés (La France insoumise, Parti de gauche, Ensemble !, Révolution écologique pour le vivant, Parti ouvrier indépendant, Gauche démocratique et sociale) | 326                 | 56,50 %    |
| Pôle écologiste | Europe Écologie Les Verts | 77[réf. nécessaire] | 13,34 %    |
| Pôle écologiste | Génération.s | 12                  | 2,08 %     |
| Pôle écologiste | Génération écologie | 9                   | 1,56 %     |
| Pôle écologiste | Les Nouveaux Démocrates | 2                   | 0,35 %     |
| Pôle écologiste | Total | 100                 | 17,33 %    |
| Parti socialiste | Parti socialiste | 70                  | 12,13 %    |
| Parti communiste français | Parti communiste français | 50                  | 8,67 %     |
| Hors accord (outre-mer et Corse) | Hors accord (outre-mer et Corse) | 31                  | 5,37 %     |
| | |                     |            |
| Total | Total | 577                 | 100 %      |

En dehors de l’accord, les partis de gauche réunionnais (La France insoumise, Parti socialiste, Pour La Réunion, Rézistan’s Égalité 974, Europe Écologie Les Verts, Le Progrès) décident de se rassembler et de présenter des candidatures uniques à la manière de Nupes sur les sept circonscriptions de La Réunion, sous la bannière du « Rassemblement réunionnais ». Trois binômes sur les sept sont constitués d'un titulaire et d'un remplaçant issus de partis différents.

### Débuts

Logo de l'Union populaire lors de la campagne de La France insoumise pour l'élection présidentielle de 2022.

Après l'échec de l'union des gauches au début de 2021, en vue de l'élection présidentielle française de 2022, Jean-Luc Mélenchon lance un nouveau mouvement, l'Union populaire, en octobre de la même année.
Dans le cadre des élections législatives de 2022, La France insoumise — force de gauche majoritaire de l'élection présidentielle — cherche à rassembler les principaux partis de gauche autour de la bannière de l'Union populaire. Des discussions sont notamment engagées avec Europe Écologie Les Verts, le Parti communiste français, le Parti socialiste.
Cette coalition rappelle celle du Programme commun adoptée en 1972, ou celle du Front populaire établie en 1936, même si la création et l’organisation de ce dernier étaient bien différents de la Nupes.

### Accords de coalition

#### Pôle écologiste
Le jeudi 28 avril, Génération.s (membre du Pôle écologiste) et La France insoumise annoncent avoir trouvé un accord dans un communiqué commun.
De son côté, en vue d'un accord de coalition, Europe Écologie Les Verts (EÉLV) propose le remplacement de la dénomination Union populaire par celle d'« Union populaire et écologiste » ou celle de « Front populaire écologiste et social ». Dans la nuit du 1er au 2 mai, un accord est conclu avec Europe Écologie Les Verts, sous la bannière commune de la « Nouvelle union populaire écologique et sociale »,,. Le Mouvement des progressistes est le seul organe du Pôle écologiste à refuser l'alliance.
L'accord prévoit cent circonscriptions sur cinq cent soixante-dix-sept pour le Pôle écologiste, dont environ trente considérées comme gagnables ; EÉLV visait les circonscriptions des villes gagnées aux municipales de 2020 : ils obtiennent celles de Bordeaux, de Strasbourg et de Lyon, ainsi que les troisième, cinquième, huitième et neuvième circonscriptions de Paris.

#### Parti communiste français
Le 3 mai 2022, le Parti communiste français (PCF) annonce rejoindre la Nouvelle Union populaire écologique et sociale, après validation de l'accord par le conseil national du parti avec 120 voix pour, 25 contre et 13 abstentions.
La France insoumise et le PCF publient un communiqué commun exposant un programme dans lequel, aux objectifs fixés par LFI et EÉLV, s'ajoutent des propositions des communistes comme la « renationalisation d'EDF, d'Engie, des autoroutes, des aéroports » ou la lutte contre l'évasion fiscale. La question du nucléaire n'est pas évoquée, celle-ci pouvant faire l'objet de débats à l'Assemblée nationale,.
Le PCF présentera des candidats dans cinquante-quatre circonscriptions, dont les onze de ses députés sortants et cinq autres jugées gagnables (Vierzon, Dax, Creil Nogent, Denain, Lens Avion),,.

#### Parti socialiste
Après avoir été initialement écarté des pourparlers avec La France insoumise, le Parti socialiste rejoint les négociations le 27 avril. Pierre Jouvet, négociateur pour le Parti socialiste explique : « On ne va pas régler tous les points en l'espace de quelques heures, alors que depuis dix ans on ne se parlait plus ». Manuel Bompard, négociateur pour La France insoumise, explique quant à lui que les négociations sont longues et difficiles « sur le fond et sur les circonscriptions ».
Le 4 mai, le Parti socialiste et La France insoumise annoncent avoir trouvé un accord sur une liste de soixante-dix circonscriptions de métropole et des Français de l’étranger, les circonscriptions corses et d'outre-mer n'étant pas incluses dans l'accord. Un communiqué commun présente la liste des objectifs et points d'accord et détaille aussi les divergences et convergences quant aux questions européennes et internationales — ce point étant un des points sur lesquels les divergences étaient les plus fortes.
Dans la nuit du 5 au 6 mai, l'accord est approuvé par le conseil national du parti à 167 voix pour (62 %), 101 contre (38 %) et 23 abstentions.

### Refus de la coalition
Plusieurs partis refusent de rejoindre la coalition Nouvelle Union populaire écologique et sociale.
Lutte ouvrière fait savoir, le 28 avril 2022, qu'il n'entend pas « cautionner » la démarche initiée par La France insoumise et dénonce « le piège du système politique bourgeois qui consiste à substituer le combat électoral au combat de classe ». Pour sa part le Parti radical de gauche annonce le 2 mai son refus de s'associer aux négociations en cours, après un vote interne à 90,5 % en faveur de candidatures indépendantes pour les élections législatives. Le PRG évoque des désaccords « considérables » avec La France insoumise, notamment en ce qui concerne la sortie du nucléaire et la désobéissance aux traités européens,. Le Nouveau parti anticapitaliste annonce le 5 mai, après plusieurs jours de négociations, qu'il ne rejoindra pas la coalition, estimant ne pas pouvoir signer « un tel accord incluant le Parti socialiste »,. Enfin la Gauche républicaine et socialiste, le Mouvement républicain et citoyen, L'Engagement, Les Radicaux de gauche (LRG, scission du PRG) et la Nouvelle Gauche socialiste annoncent former une coalition autour de la « Fédération de la gauche républicaine », indépendante de la Nupes.

### Réactions dans le monde politique

#### À gauche

##### Place publique et Nouvelle Donne
Raphaël Glucksmann annonce son soutien à la Nupes, avançant qu'il veut à tout prix éviter une prolifération des candidatures RN à l'Assemblée nationale et l'opposition RN - LREM. Il précise néanmoins qu'il possède des désaccords « immenses » sur des sujets « plus qu'essentiels » avec LFI. Pour sa part, en mai, Nouvelle Donne retire tous ses candidats et déclare son soutien à la Nupes.

##### Approbations
Le vice-président de l'Association des maires de France (AMF), André Laignel, encourage une union entre le Parti socialiste et les autres forces de gauche, signalant qu'« il est clair que si la gauche n'est pas unie, elle va à la défaite ». Lionel Jospin et Ségolène Royal se positionnent aussi en faveur de l'accord,,.
De nombreux maires réclament et soutiennent également cette démarche d'union. Johanna Rolland protestait contre l'échec de la gauche — et donc de LFI — à la présidentielle, du fait de l'échec d'union de sa famille politique. Sept maires socialistes de grandes villes publient une tribune, exprimant être favorables à une union tout en réaffirmant un « attachement profond à l'idée et à la construction européennes » : Nathalie Appéré ; Benoît Payan ; Olivier Bianchi ; Mathieu Klein ; Nicolas Mayer-Rossignol ; Cédric Van Styvendael et Benoît Arrivé (Cherbourg-en-Cotentin). Martine Aubry « appelle les socialistes à valider cette proposition d'accord », tout en notant qu'il « ne correspond pourtant pas en tout point à [ses] convictions profondes ».

###### Désapprobations
Lors du début des négociations avec le PS, François Hollande évoque le risque de l'« effacement » de son parti. Il juge que l'accord est « inacceptable » et qu'il « met en cause des principes mêmes qui sont des fondements de l'engagement socialiste ». À la suite de l'accord, Bernard Cazeneuve annonce quitter le Parti socialiste et appelle à créer un mouvement pour fédérer les forces de gauches. Stéphane Le Foll déclare que si le PS « continue à être ce qu'il est aujourd'hui, je partirai ».

#### Réactions de membres de la majorité présidentielle
De son côté, François Bayrou considère que cet accord est « un événement extrêmement triste ». Il pointe notamment du doigt le principe de désobéissance à l'Union européenne envisagé dans l'accord, qui conduirait selon lui à « la fin de l'Europe », et la volonté de Jean-Luc Mélenchon de sortir de l'OTAN,. Les députés LREM n'ont pas manqué de critiquer cette alliance à gauche, notamment Sacha Houlié ou encore Aurore Bergé.

### Lancement de la coalition et campagne électorale

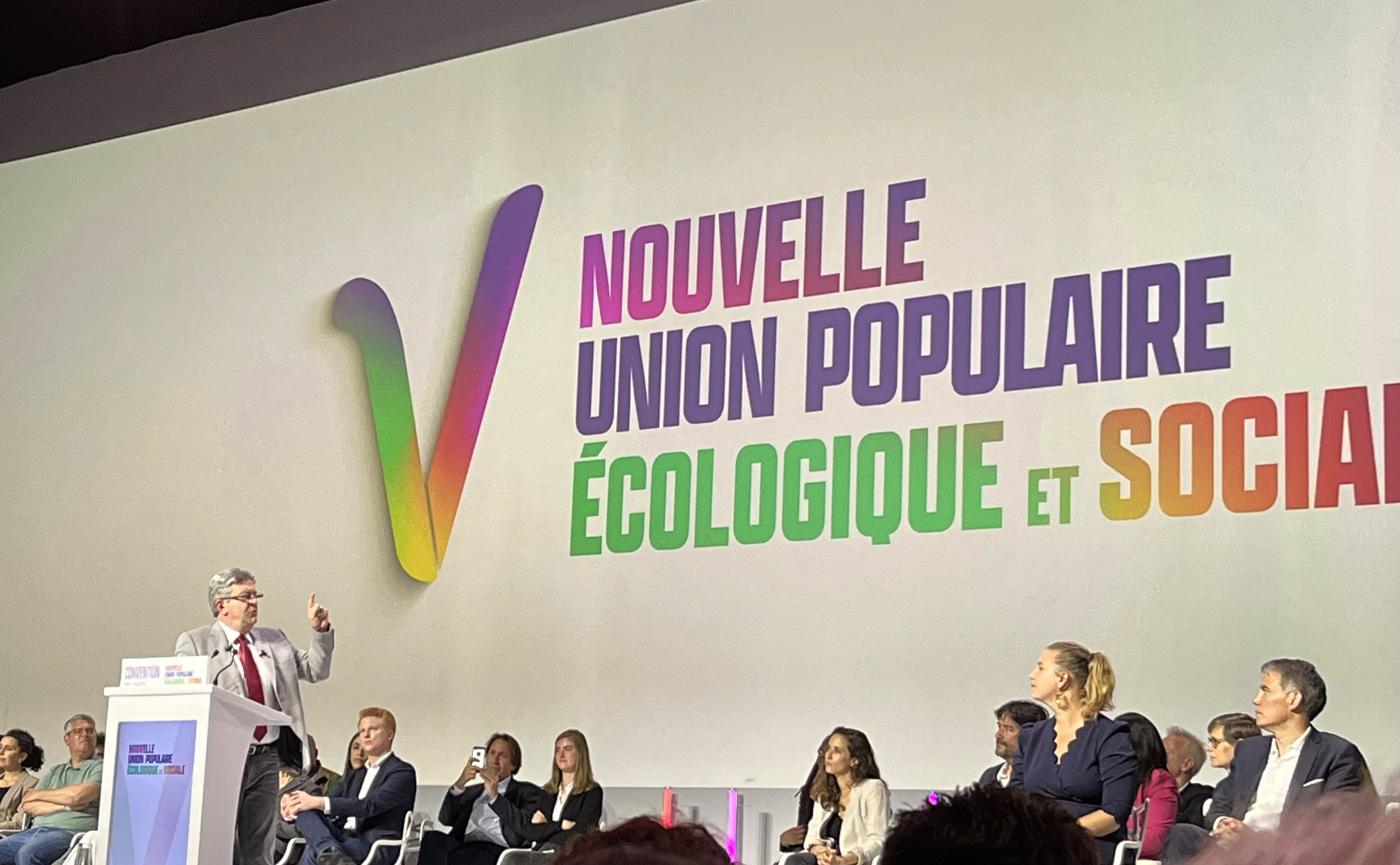
Discours de Jean-Luc Mélenchon à la convention de création de la Nupes, le 7 mai 2022 à Aubervilliers.

D'après un sondage commandé par BFM TV à Elabe, 84 % des sympathisants de gauche sont favorables, en mai 2022, à cette alliance pour les élections législatives de 2022.
Une fois les accords entre les différents mouvements membres conclus, une convention est organisée le 7 mai 2022 à Aubervilliers pour officialiser la création de la Nupes. Devant plusieurs milliers de personnes, des figures majeures des différents partis prennent la parole. Plusieurs candidats aux législatives peuvent ensuite s'exprimer. Rachel Keke, meneuse de la grève des femmes de chambres de l'hôtel Ibis Batignolles ayant rejoint l'Union populaire, réalise l'intervention la plus acclamée en évoquant la situation des travailleurs essentiels et l'importance de les défendre à l'Assemblée,,,. La cérémonie est conclue par un discours de Jean-Luc Mélenchon où il souligne le caractère inédit d'un tel accord électoral entre les forces de gauche, insiste sur le rejet de la proposition de passage de l'âge de la retraite à 65 ans portée par Emmanuel Macron, et affirme la possibilité « d’écrire une page de l’histoire politique de la France ».

### Résultats des élections législatives
La Nupes devient la principale force d'opposition avec 151 sièges, empêchant notamment Emmanuel Macron de disposer d'une majorité absolue ; mais elle ne réussit pas le pari de lui imposer la cohabitation et est confrontée à un avenir incertain à moyen terme. Le résultat des élections permet à chaque parti de la coalition de constituer son propre groupe à l'Assemblée nationale,, avec toutefois l'appui de députés d'outre-mer pour le Parti communiste.
Selon l'usage, la présidence de la commission des Finances à l'Assemblée nationale, est attribuée au premier groupe parlementaire d'opposition et pourrait dans ce cas revenir au Rassemblement national, premier parti d'opposition avec 89 députés, cependant l'article 39 du règlement de l'assemblée nationale ne mentionne pas cet usage mais précise seulement que « ne peut être élu à la présidence de la Commission des finances de l’économie générale et du contrôle budgétaire qu’un député appartenant à un groupe s’étant déclaré d’opposition ». Le député insoumis de Seine-Saint-Denis Éric Coquerel est élu à la tête de la commission des finances.

## Élections sénatoriales de 2023
Le Parti socialiste, le Parti communiste français et Europe Écologie Les Verts présentent des listes communes aux élections sénatoriales de septembre 2023, ce qui constitue « un accord historique » selon Pierre Jouvet, secrétaire général du PS,. La France insoumise est exclue de ces accords alors que ses représentants disaient réclamer une seule place éligible (dans le Puy-de-Dôme), ; le parti décide alors de présenter des candidats contre ceux de ses partenaires.
Finalement, la gauche progresse globalement à la chambre haute alors que LFI, très peu implantée localement, ne parvient à faire élire aucun sénateur. La désunion au sein de la Nupes est critiquée et des élus socialistes ou communistes reprochent publiquement au parti de Jean-Luc Mélenchon d'avoir fait perdre une dizaine de sièges à la gauche en présentant ses propres candidats.

## Élections européennes de 2024
Europe Écologie Les Verts, le Parti communiste français et le Parti socialiste affirment ne pas vouloir d'alliance pour les élections européennes 2024,,.
Fin 2022, Europe Écologie Les Verts, par la voix de sa secrétaire nationale, Marine Tondelier, exclut totalement la possibilité d'une liste commune à la Nupes, de même que le premier secrétaire du PS Olivier Faure début 2023.
En juin 2023, Jean-Luc Mélenchon affirme que l'absence d'alliances pour les européennes pourrait provoquer la fin de la Nupes,,. Les Jeunes de la Nupes lancent en juin une convention à Alfortville pour inciter leurs partis respectifs à s'unir pour les élections européennes approchant. Emma Rafowicz, présidente des Jeunes socialistes, est remarquée pour avoir critiqué avec virulence les Éléphants du Parti socialiste, ces hommes âgés vus comme étant donneurs de leçon, provoquant de vives réactions.
Léon Deffontaines est désigné, par le conseil national du PCF du 1er juillet 2023, « chef de file » des communistes pour les élections européennes. Les adhérents du PCF décideront en octobre 2023 si leur parti présentera une candidature indépendante ou se joindra à une alliance.
Le 10 juillet 2023, Marie Toussaint est élue cheffe de file d'EELV par les militants pour les élections européennes de 2024, avec 59 % des voix face à David Cormand, qui sera en deuxième position sur la liste. LFI avait pourtant proposé qu'une figure d'EELV prenne la tête d'une liste Nupes en raison du bon score réalisé par la formation écologiste aux élections européennes de 2019 (troisième position, 13,5 % des voix).
Manon Aubry officialise le 29 janvier 2024 son rôle de tête de liste de la liste LFI, comme en 2019. Elle déclare lancer « un appel à tous les orphelins de la Nupes », leur demandant de soutenir LFI.
En février, les adhérents PS valident « à près de 80 % » la liste de leur parti, qui est menée comme en 2019 par Raphaël Glucksmann, co-président du petit parti Place Publique. Raphaël Glucksmann fait de la question ukrainienne un des principaux axes de sa campagne, mettant en avant sa préoccupation contre l’impérialisme de Vladimir Poutine. Il appelle à mettre en place « une économie de guerre » pour fournir des armes à l’Ukraine. De leur côté, Léon Deffontaines et Manon Aubry défendent un «traité de paix » ou une «issue diplomatique» avec Vladimir Poutine, envers qui Manon Aubry nie cependant «toute complaisance». Alors que, côté PS et EELV, Raphaël Glucksmann et Marie Toussaint défendent une future adhésion de l’Ukraine à l’UE et une Europe fédérale, Léon Deffontaines pour le PCF et Manon Aubry pour LFI s'opposent à l'entrée de l'Ukraine et à une approche continentale.
Pour Le Monde, la guerre en Ukraine creuse le clivage à gauche avant les européennes. Si Jean-Luc Mélenchon et Raphaël Glucksmann veulent tous les deux unir la gauche après les élections européennes, des divergences existent aussi sur la situation à Gaza, pour laquelle Jean-Luc Mélenchon reproche à Raphaël Glucksmann de ne pas utiliser le mot « génocide » — mais de préférer le mot « carnage » — pour qualifier les actions de l’armée israélienne.
Lors de la traditionnelle manifestation du 1er mai à Saint-Étienne, Raphaël Glucksmann est contraint de partir après des invectives, puis des jets de projectiles de peintures venus de militants des jeunes communistes de la Loire. Il dénonce une « brutalisation » du débat public provoquée selon lui par Jean-Luc Mélenchon, ainsi que des « attaques antisémites », ce qui sera démenti par la suite. Cet événement ravive les tensions au sein de la gauche. De rares voix appellent au rassemblement, dont celle de Clémentine Autain ou Sandrine Rousseau.

## Élections législatives de 2024
Emmanuel Macron a pris la décision le 9 juin 2024 de dissoudre l'Assemblée nationale après la défaite de la liste Renaissance et le haut score du Rassemblement national aux Élections européennes.
En réaction, des personnalités politiques de gauche appellent à la reformation d'une alliance à gauche, à l'instar de François Ruffin qui a appelé à la formation d'un « Front populaire » pour éviter une victoire du Rassemblement national. Dans la soirée du 10 juin, Les Écologistes représentés par Marine Tondelier, La France insoumise représentée par Manuel Bompard, le Parti communiste français représenté par Fabien Roussel, le Parti socialiste représenté par Olivier Faure, Place publique, Génération.s et la Gauche républicaine et socialiste annoncent publiquement la création d'une coalition de partis politiques français de la gauche française nommée « Nouveau Front populaire ».

## Désaccords politiques

### 2022
À l'issue des élections, Jean-Luc Mélenchon propose le lundi 20 juin, que tous les députés élus sous l’étiquette Nupes constituent un seul et même groupe parlementaire. Le Parti socialiste, Europe Écologie-Les Verts et le Parti communiste français refusent et s'en tiennent à l'accord initial de constituer des groupes indépendants, faisant dire à Mélenchon que si la gauche part divisée aux européennes, la Nupes peut disparaitre.
Au cours de l'automne, LFI dépose jusqu'à 10 motions de censures à l'encontre du gouvernement Borne sur l'adoption par le Parlement du budget 2023, que finissent par ne plus voter les 3 autres partenaires de la Nupes. À la suite de l'affaire Quatennens, plusieurs membres de la Nupes demandent l'exclusion du député insoumis et critiquent la position de LFI,,,. En avril 2023, alors que l'ancien député insoumis revient siéger dans son groupe, Boris Vallaud chef des députés socialistes, s'y oppose. De son côté, Marine Tondelier, la secrétaire d'EÉLV affirme qu'Adrien Quatennens ne peut pas siéger parmi les députés Nupes. Finalement, Quatennens siège hors intergroupe Nupes.
En décembre, LFI n'a pas, à contrario de ses trois partenaires, voté la résolution soutenant l'Ukraine à la suite de l'invasion russe.

### 2023
Au début de l'année, alors que la possibilité d'envoyer des chars de l'armée française en soutien à l'Ukraine est débattue, les insoumis et les communistes s'y opposent tandis que les socialistes et les écologistes y sont favorables,. En février, pour éviter un vote sur l'ensemble des articles du projet de réforme des retraites, les députés de la Nupes ont déposé des milliers d'amendements dont 13 000 pour La France insoumise. Au cours des débats, la coalition de gauche se divise sur la nécessité de retirer ou pas des amendements afin de permettre, en particulier, un vote sur article 7 qui prévoit le recul de 62 à 64 ans de l'âge légal de départ à la retraite. Le communiste Sébastien Jumel, appelle « chaque parlementaire » à « [prendre] ses responsabilités » et au retrait des amendements. Cette ligne politique est suivie par les socialistes et les écologistes. Cependant Jean-Luc Mélenchon critique le parti communiste : « Incompréhensible retrait des amendements du PCF. Pourquoi se précipiter à l'article 7 ? Le reste de la loi ne compte pas ? Hâte de se faire battre ? » . Pour le socialiste Jérôme Guedj : « Jean-Luc Mélenchon a tort de penser qu’il ne faut pas aller à l’article 7 ».
A la mi-mars, le groupe communiste vote favorablement pour le projet de loi de relance du nucléaire a contrario de ses trois autres partenaires.
En mai, les communistes, soutenus par LFI, proposent une résolution condamnant comme un régime d’apartheid l'état d'Israël, que ne votent pas le PS et les Verts,,.
Sur la Défense nationale, les quatre partis adoptent chacun une vision différente voire contradictoire les unes des autres.
En juin, lors de l'adoption de l'accord de libre-échange entre le Mercosur et l'Union européenne, les partenaires de la Nupes ne s'entendent pas dessus,.
Le même mois, la distance s'approfondit entre LFI et ses partenaires au cours des émeutes urbaines qui suivent la mort de Nahel Merzouk. Pour Jean-Luc Mélenchon et plusieurs députés insoumis, il est hors de question d’appeler au calme. Cette position est opposée à celle de Fabien Roussel et Olivier Faure, qui condamnent cette attitude,.
En juillet, les écologistes et les insoumis votent contre la loi industrie verte, tandis que les socialistes et les communistes s'abstiennent. En août, les partenaires de la Nupes se divisent sur la laïcité à l'école,, : le Parti socialiste et le Parti communiste français souhaitent l’application stricte de la loi sur les signes religieux dans les écoles publiques françaises, tandis que La France insoumise et EELV ne voient dans l’abaya qu’une robe culturelle et non cultuelle. Néanmoins, a contrario des dirigeants de leurs partis, plusieurs sondages démontrent qu’une large majorité des sympathisants LFI et EELV qualifie l’abaya de vêtement à caractère religieux.
La rentrée politique 2023-2024 est tortueuse pour la Nupes. Le 5 septembre, le bureau national du Parti socialiste décide, à l'unanimité, de soumettre aux militants le projet socialiste pour les élections européennes de juin 2024, ce qui est vu par LFI comme l'enterrement d'une liste commune. Le 18 septembre, Jean-Luc Mélenchon affirme sur le plateau de BFMTV qu'il « n'aime pas » ses partenaires de la Nupes, tout en prônant une union pour toutes les échéances. Deux jours plus tard, le 20 septembre, Sophia Chikirou, députée de Paris et conseillère régionale d'Île-de-France, affirme qu'il « y a du Doriot dans Roussel », ce qui provoque l'indignation du PCF, de EÉLV, du PS et de Génération.s, ce qui tend encore les relations déjà détériorées entre les différents partis de la Nupes.

#### Propositions d'une nouvelle union
Au printemps 2023, à la suite des débats sur la réforme des retraites au sein de l'Assemblée nationale, des écologistes dénoncent un « raté stratégique de LFI » et demandent un « acte II de la Nupes », rejoints rapidement par les socialistes à travers Boris Vallaud, président du groupe socialiste à l'Assemblée.
Pour Fabien Roussel, secrétaire national du Parti communiste, la « Nupes est dépassée » ; il appelle, en avril 2023, à une nouvelle union « bien au-delà » de l’alliance de gauche notamment lors du congrès du PCF à Marseille. Des Insoumis l'invitent à quitter la Nupes.
En juin 2023, une partie des cadres du Parti socialiste se réunissent à Montpellier dans le but de proposer une alternative à la Nupes.

#### Moratoire de la Nupes
Début octobre 2023, Génération écologie annonce qu'elle ne participera plus à la Nupes jusqu'au départ de Jean-Luc Mélenchon lui reprochant la non-condamnation du Hamas comme organisation terroriste.
Le 15 octobre, à la suite, de la part de LFI, d'attaques « inadmissibles » à l'encontre de Fabien Roussel et le refus récent de qualifier l'agression de Hamas d'acte terroriste, le Parti communiste français qualifie la Nupes d’« impasse » et appelle à « une nouvelle page du rassemblement de la gauche et des écologistes ».
Pour le Parti socialiste et à la suite de la position considérée comme ambiguë de LFI sur l'attaque du Hamas contre Israël, des députés envisagent de quitter la Nupes tandis que plusieurs cadres du PS, appellent à « mettre un terme à la mésalliance avec Jean-Luc Mélenchon »,,. Finalement, le groupe socialiste décide de « suspendre sa contribution lors des futures réunions de l’intergroupe Nupes » tandis que le 17 octobre les cadres du parti votent un moratoire sur sa participation à la coalition de gauche. Pour Jean-Luc Mélenchon, « Olivier Faure rompt la Nupes ».

## Résultats électoraux

### Élections législatives

#### Selon le ministère de l'Intérieur
| Année | 1er tour  | 1er tour | 1er tour | 2d tour   | 2d tour | 2d tour | Sièges    | Gouvernement |
| Année | Voix      | %        | Rang     | Voix      | %       | Rang    | Sièges    | Gouvernement |
| ----- | --------- | -------- | -------- | --------- | ------- | ------- | --------- | ------------ |
| 2022  | 5 836 202 | 25,66    | 2e       | 6 556 198 | 31,60   | 2e      | 151 / 577 | Opposition   |

#### Selon le journalLe Monde[254]
| Année | 1er tour  | 1er tour | 1er tour | 2d tour   | 2d tour | 2d tour | Sièges    | Gouvernement |
| Année | Voix      | %        | Rang     | Voix      | %       | Rang    | Sièges    | Gouvernement |
| ----- | --------- | -------- | -------- | --------- | ------- | ------- | --------- | ------------ |
| 2022  | 5 949 119 | 26,16    | 1er      | 6 772 556 | 32,64   | 2e      | 151 / 577 | Opposition   |

Les résultats du ministère de l'Intérieur restreignent le décompte de la coalition de gauche au seul territoire métropolitain, et donc à l'exclusion de la Corse et de l'Outre-mer, l'accord ayant mené à la formation de la coalition n'ayant pas inclus ces derniers. Jugé « problématique » par Le Monde, le décompte du ministère de l'Intérieur amène le quotidien à opérer son propre décompte, incluant notamment les chiffres de La Réunion, de Mayotte et de la Polynésie française, où les candidats de gauche se sont accordés sur des candidatures uniques se réclamant de la Nupes. Cette inclusion de candidatures Nupes supplémentaires l'a fait arriver en tête du premier tour et augmente à 142 son nombre de députés. Finalement, ce sont 151 députés qui siègent au sein des groupes de la Nupes.
Lors de l’élection législative partielle de 2023, la candidate socialiste dissidente Martine Froger est élue députée en Ariège face à la sortante Insoumise Bénédicte Taurine. Elle rejoint le groupe LIOT au lieu de siéger dans l’intergroupe Nupes.